# Rathaus Oberhausen

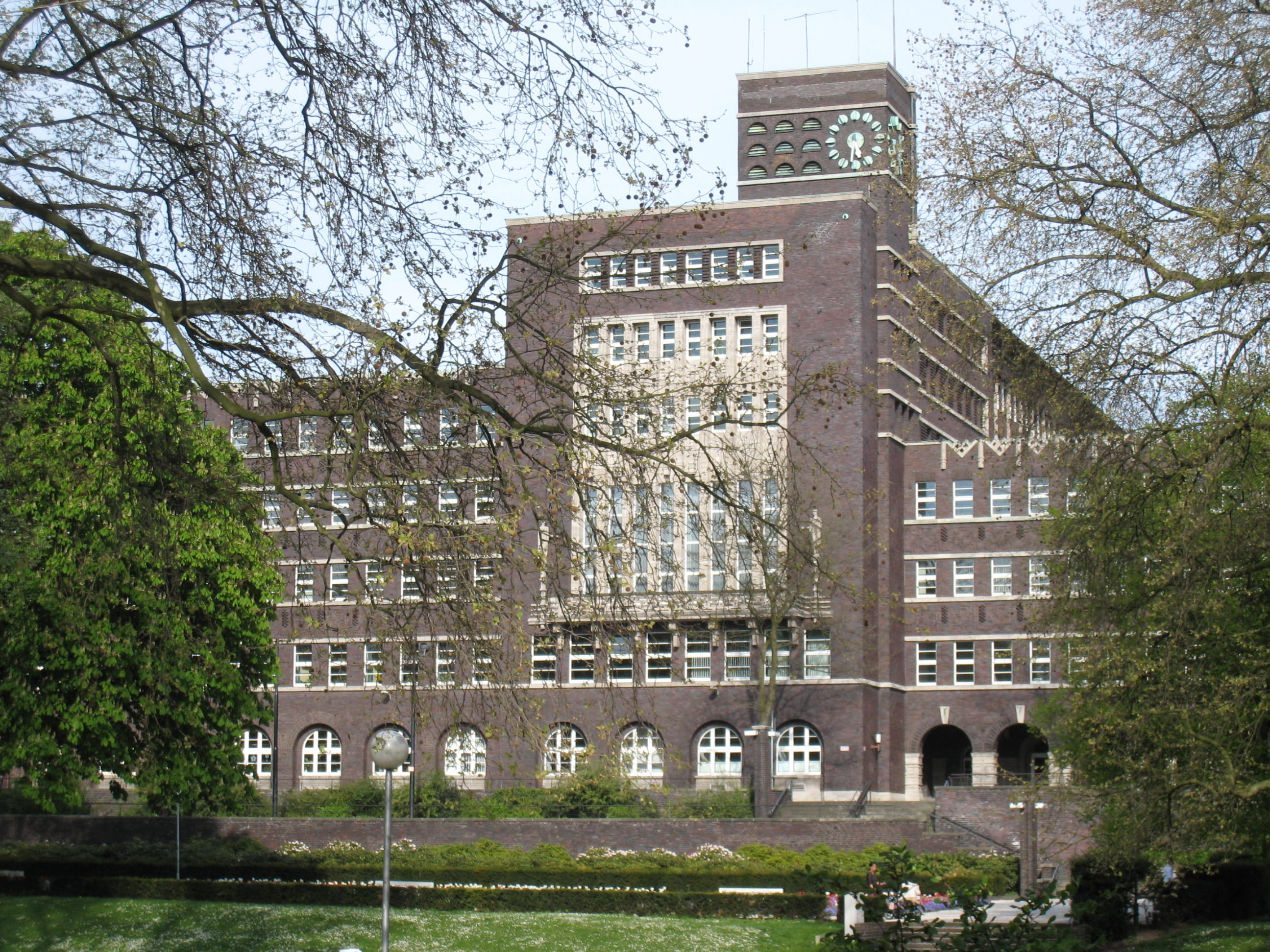
Rathaus Oberhausen

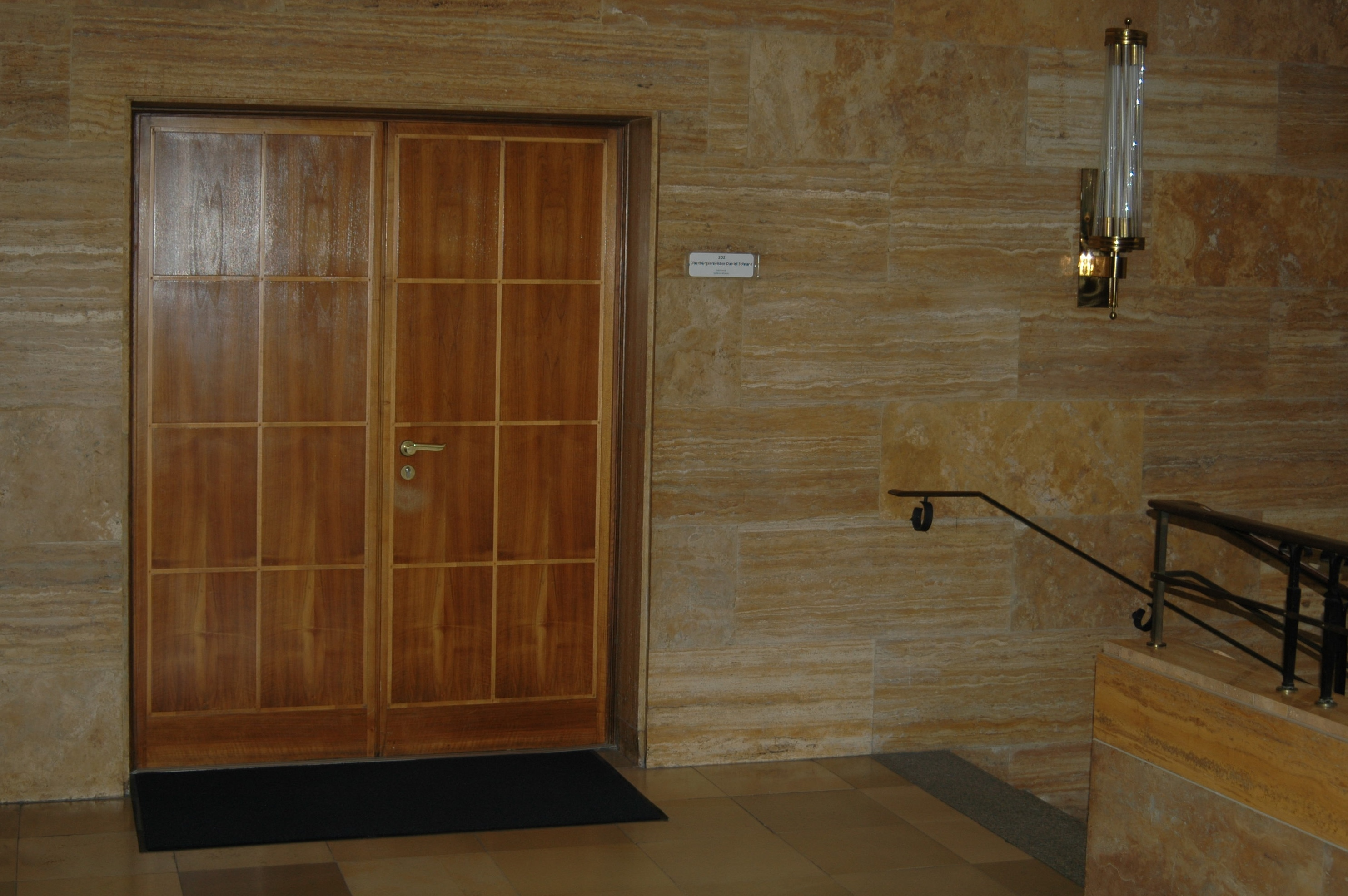
Eingangsportal zum Arbeitszimmer von Oberbürgermeister Daniel Schranz im Rathaus Oberhausen

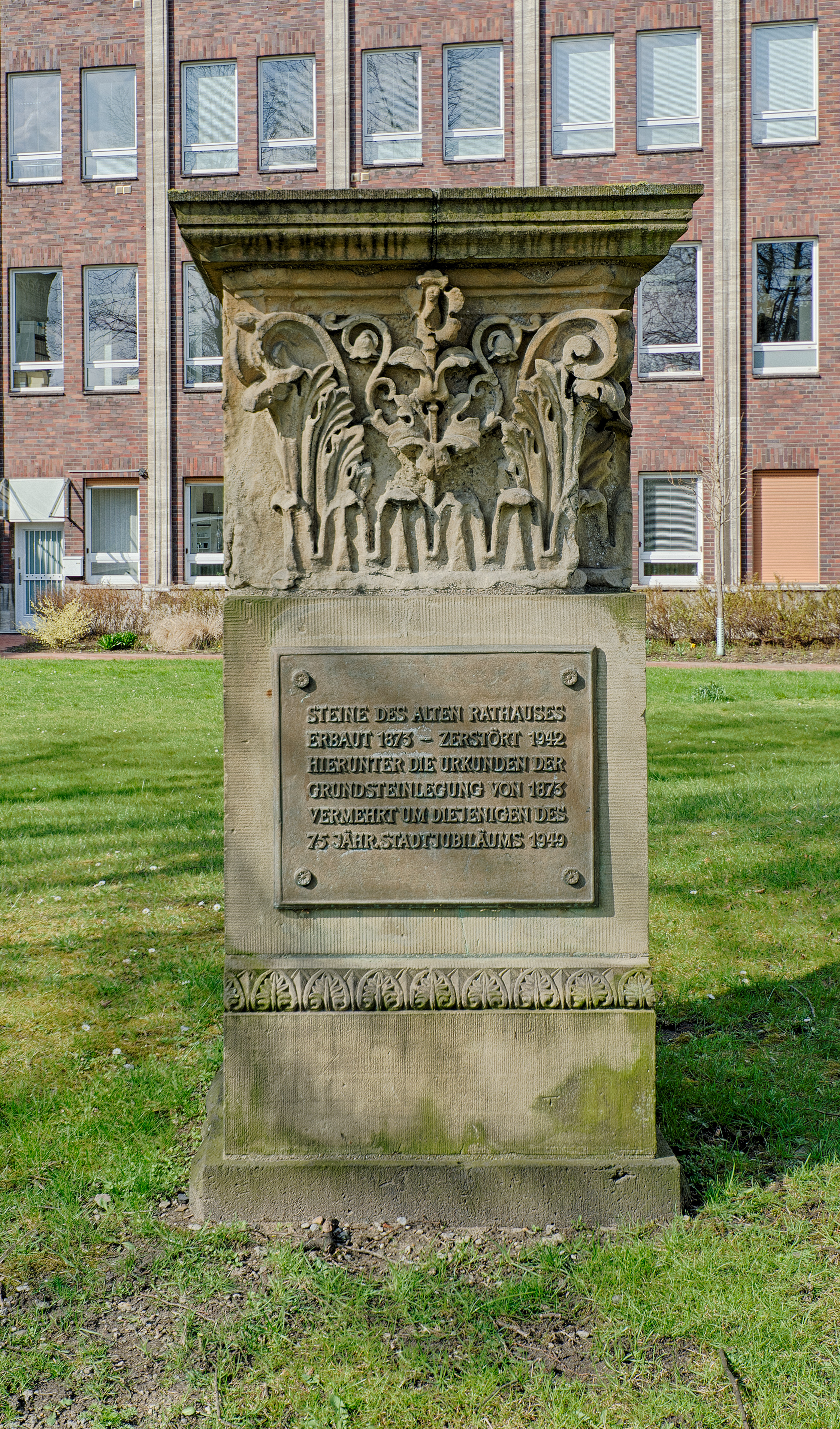
Steine des im Jahre 1873 erbauten alten Rathauses, das 1942 zerstört wurde

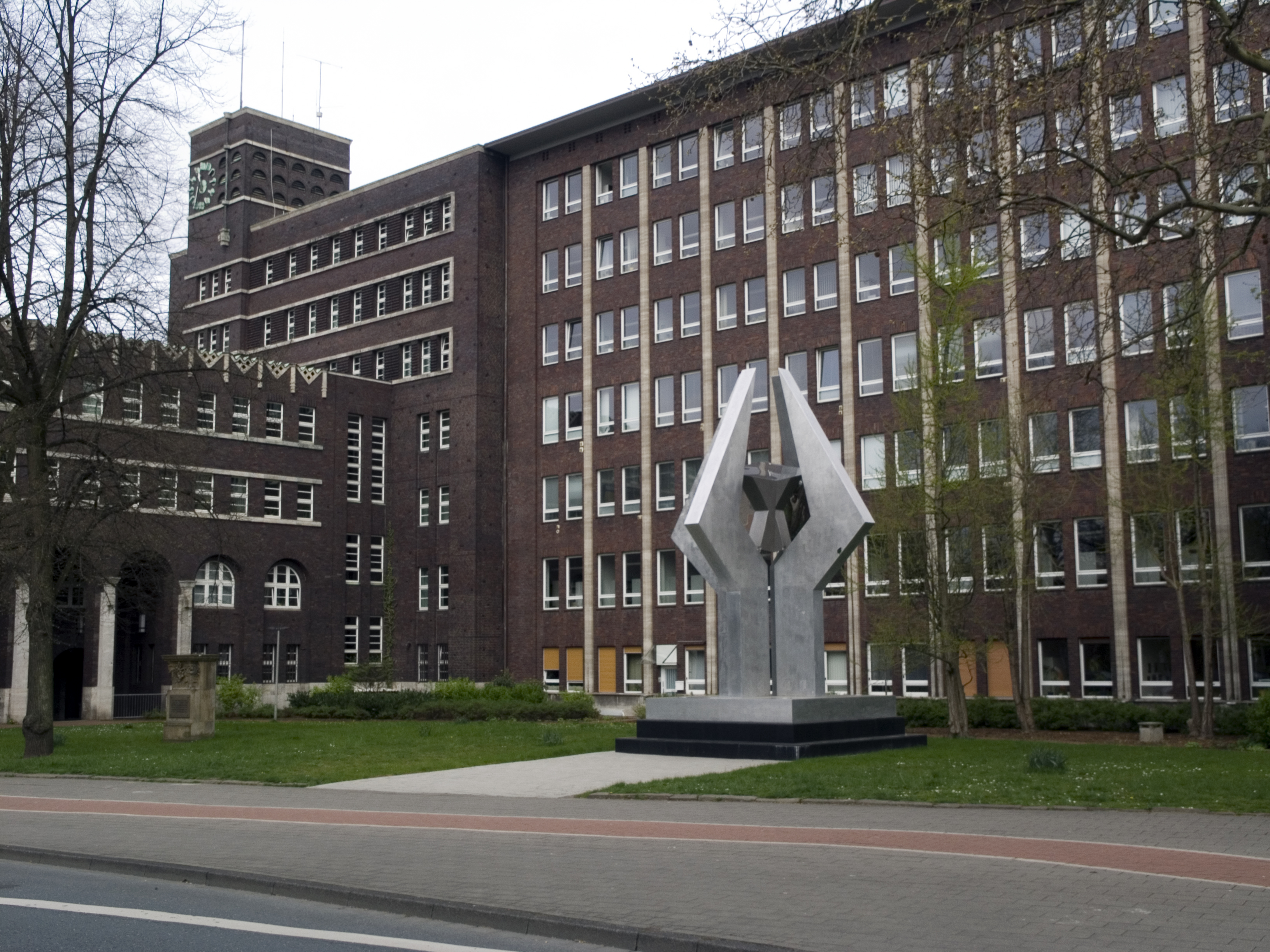
Adamas, Plastik von Günter Steinmann

Das Rathaus Oberhausen ist seit 1930 Sitz von Rat und Verwaltung der Stadt Oberhausen.
Das alte Rathaus war 1873/1874 an der späteren Schwartzstraße errichtet worden, doch schon nach wenigen Jahrzehnten genügte das dreistöckige Gebäude nicht mehr den Ansprüchen der schnell wachsenden Stadt. Seit Beginn des 20. Jahrhunderts gab es Pläne zum Bau eines größeren Rathauses in der näheren Umgebung seines Vorgängers, die sich allmählich und zunehmend stadtplanerisch beabsichtigt als „Rathausviertel“ zu einer gehobenen bürgerlichen Wohngegend gemäß dem Konzept „Stadt als Park“ entwickelte. Einen im Jahr 1910 ausgeschriebenen Architekturwettbewerb gewann der Entwurf von Friedrich Pützer, nach dessen Plänen 1911 an der Ecke Grillo- und Schwartzstraße das erste Sparkassen-Gebäude in Oberhausen errichtet wurde. Sein Entwurf für das neue Rathaus gelangte allerdings nicht zur Ausführung. Zunächst verzögerte der Erste Weltkrieg die Realisierung; nach dem frühen Tod von Pützer im Jahr 1922 verschwanden die Pläne in einer Schublade und man begnügte sich zunächst mit einer oft als „Notbau“ bezeichneten Erweiterung des alten Rathauses.
Oberbürgermeister Otto Havenstein und der technische Beigeordnete Eduard Jüngerich hielten jedoch an der Idee eines Neubaus fest, die gegen Ende der 1920er Jahre tatsächlich verwirklicht wurde. 1927 legte in ihrem Auftrag der Leiter des städtischen Hochbauamts Ludwig Freitag, ein Schüler von Pützer, einen neuen Entwurf vor, der einige Ideen seines Lehrers aufgriff. Freitag war auch für die Innenausstattung des Gebäudes verantwortlich. Die Baumaßnahme wurde dieses Mal zügig in Angriff genommen. Am 15. Oktober 1928 konnte das Richtfest gefeiert werden. Das im März 1930 fertiggestellte Gebäude wurde am 20. Mai 1930 im Rahmen einer festlichen Sondersitzung des Stadtrates eingeweiht. Bei diesem Anlass wurde zugleich Wilhelm Heuser, der erste Oberbürgermeister des im Vorjahr durch die Fusion mit den Städten Sterkrade und Osterfeld entstandenen Groß-Oberhausen, in sein Amt eingeführt.
Das Rathaus steht auf einem Hügel, der im Volksmund „Galgenberg“ heißt, weil dort früher Hochgericht abgehalten wurde und ein Galgen stand. Die rund 100 Meter breite, nach Westen ausgerichtete Hauptfront blickt auf den darunter gelegenen Grillopark, mit dem das Rathaus durch Terrassen und Freitreppen in Verbindung steht und nach Meinung einiger Fachleute ein Gesamtkunstwerk bildet.

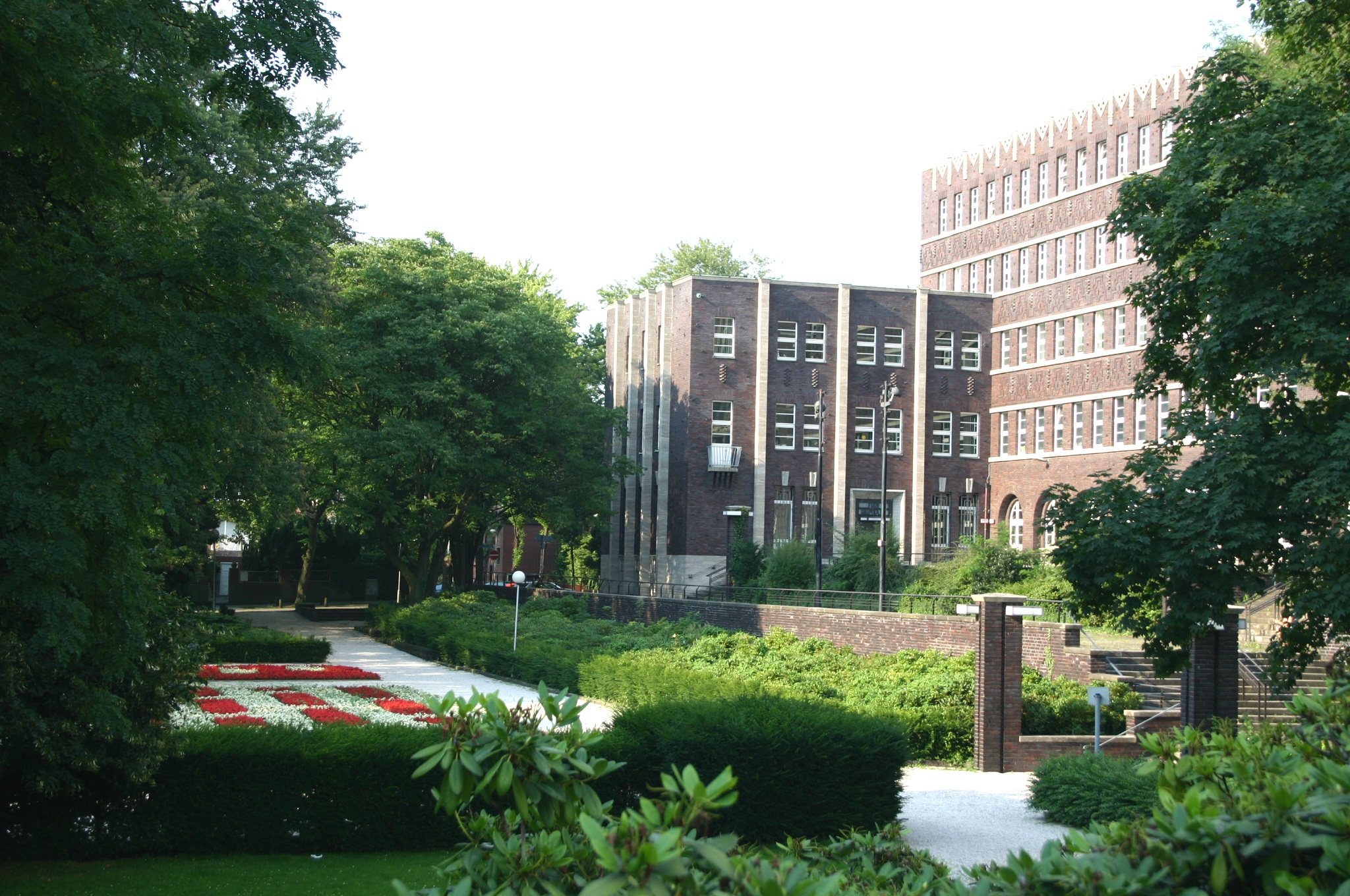
Nordflügel mit Grillopark

Der Stil des Bauwerks ist zwischen Backsteinexpressionismus und dem „Neuen Bauen“ einzuordnen. Es zeichnet sich durch ausdrucksstarke Kontraste von hellem Naturstein bis hin zu dunklem Klinker aus; die Komposition aus verschiedenen Baukörpern ist typisch für diese Zeit. Auf historisierende Elemente wurde weitgehend verzichtet, wenngleich das Gebäude wie viele andere Rathäuser mit Turm, etwa das Rathaus Oslo, konzeptionell an den Typus des toskanischen Kommunalpalastes (→ Palazzo Vecchio) angelehnt ist. Seine besondere Wirkung erzielt das Gebäude vor allem durch das Spannungsverhältnis verschiedener Baukuben, die unterschiedliche Höhen haben und teilweise vorspringen oder zurücktreten. Aufgelockert wird die wuchtige Fassade ferner durch Arkadengänge an der Südseite und die hohen Fenster und den breiten Balkon des Ratssitzungssaals, der von zwei Muschelkalkfiguren des Bildhauers Adam Antes flankiert wird. Der Ratsitzungssaal, der nach dem Aufgang auf einer repräsentativen Treppe im zweiten Obergeschoss erreicht wird, verfügt als politisch bedeutendster Raum des Gebäudes über eine plastische, kürzlich erst wieder freigelegte Stuckdecke im Stil des Expressionismus und über eine große Fensteranlage mit Balkon, die diesen Raum auch in der Hauptfassade zu erkennen gibt. Nach einer aufwändigen Renovierung, die mit Kosten rund 7 Millionen Euro die Planungen um ein Vielfaches übertraf, wurde der Saal am 21. August 2023 feierlich wiedereröffnet. Am Südportal befanden sich zwei Skulpturen des Bildhauers Leopold Fleischhacker, die jedoch im Zweiten Weltkrieg zerstört wurden. Die übrigen Bombenschäden konnten nach Kriegsende rasch beseitigt werden; das schwerer betroffene alte Rathaus wurde jedoch 1946 abgebrochen. Der erhalten gebliebene „Notbau“ wurde 1957 abgerissen, nachdem der an den Mitteltrakt des neuen Rathauses zur Erweiterung angebaute Ostflügel bezogen werden konnte.
Im Jahr 2000 wurden die technischen Fachbereiche und Dienststellen in das so genannte Technische Rathaus verlagert, ein ehemaliges Verwaltungsgebäude der Gutehoffnungshütte im Zentrum des Stadtbezirks Sterkrade. Dieses Gebäude besitzt wie das Rathaus selbst einen der wenigen noch aktiven Paternosteraufzüge.
Im Zusammenhang mit dem 75-jährigen Jubiläum von Groß-Oberhausen wurde der Grillopark 2004 in seinen ursprünglichen Zustand zurückversetzt, um das planerische Konzept der Park-Stadt wieder sichtbar zu machen.

„Im Gegensatz zu herkömmlicher Architektur beginnt dieses dramatische Geschehen nicht mit dem Bau, sondern mit dem Park. Das Grün formt sich zu Terrassen und daraus wächst das Gebäude […] Ausgedehnte Flächigkeit. Einander durchdringende Kuben. Fenster in dichter Reihe. Fließende, weiße Bänder wollen nicht aufhören, wiederholen sich neben- und übereinander. […] Leere Fläche gegen filigrane Textur. Lange Bänder und kurze Elemente. Dunkle, kleinteilige Ziegel gegen helle, großformatige Steinelemente. Ausgedehntes gegen Zusammengezogenes. Eine virtuose Dramaturgie.“